# Lyssianka
Lyssianka (ukrainien : Лисянка, russe : Лысянка) est une commune urbaine de l'oblast de Tcherkassy, en Ukraine. Elle compte 7 300 habitants en 2023.